# Сабденбеков, Тургын
Тургы́н Сабденбе́ков (1890, Аулиеатинский уезд, Сырдарьинская область, Туркестанский край, Российская империя — 1977, Джамбулская область, Казахская ССР) — старший чабан колхоза «Бостандык» Таласского района Джамбулской области, Казахская ССР. Герой Социалистического Труда (1948).

## Биография
Происходит из рода Шымыр племени дулат.
Родился в 1890 году в крестьянской семье в одном из сельских населённых пунктов Аулиеатинского уезда. С раннего возраста трудился в сельском хозяйстве, пас скот. С 1930 года — чабан, с 1940 года — старший чабан в колхозе «Бостандык» Таласского района.
Ежегодно показывал высокие трудовые результаты в овцеводстве. Применял круглогодичное пастбищное содержание отары в урочище Таниберген-даласы, в водоразделе рек Талас и Асы, осенью — в пустыне Мойынкум. В 1947 году вырастил 504 ягнёнка от 406 курдючных овец. Средний вес каждого ягнёнка к отбивке составил 41 килограмм. Указом Президиума Верховного Совета СССР от 23 июля 1948 года удостоен звания Героя Социалистического Труда за «получение высокой продуктивности животноводства в 1947 году» с вручением ордена Ленина и золотой медали «Серп и Молот» (№ 2480).
Трудился в овцеводстве до выхода на пенсию в 1962 году. Предположительно проживал в селе Бостандык Талассского района. Дата смерти не установлена.
Память
Его именем названа улица в селе Бостандык.